# Norgesmesterskapet 1972
La Norgesmesterskapet 1972 di calcio fu la 67ª edizione del torneo. La squadra vincitrice fu il Brann, che vinse la finale contro il Rosenborg con il punteggio di 1-0.

## Risultati

### Terzo turno
| Squadra 1     | Risultato      | Squadra 2    |
| ------------- | -------------- | ------------ |
| Rosenborg     | 4 – 0          | Nessegutten  |
| Clausenengen  | 3 – 1          | Skarbøvik    |
| Florvåg       | 2 - 3          | Stord        |
| Fredrikstad   | 0 - 2          | Raufoss      |
| Molde         | 5 – 3          | Hødd         |
| Sarpsborg     | 2 – 1 (d.t.s.) | Brumunddal   |
| Tromsø        | 0 - 1          | Steinkjer    |
| Verdal        | 0 - 2          | Bodø/Glimt   |
| Viking        | 6 – 1          | Ulf          |
| Bryne         | 1 - 1 (d.t.s.) | Fram Larvik  |
| HamKam        | 3 – 1          | Moss         |
| Mjøndalen     | 2 – 0          | Aurskog      |
| Odd           | 0 - 2          | Lillestrøm   |
| Sandefjord BK | 2 - 3          | Strømsgodset |
| Grue          | 3 – 1          | Lyn Oslo     |
| Odda          | 0 - 4          | Brann        |

#### Ripetizione
| Squadra 1   | Risultato | Squadra 2 |
| ----------- | --------- | --------- |
| Fram Larvik | 0 - 1     | Bryne     |

### Quarto turno
| Squadra 1    | Risultato      | Squadra 2    |
| ------------ | -------------- | ------------ |
| Strømsgodset | 3 – 1          | Grue         |
| Raufoss      | 2 – 0          | HamKam       |
| Stord        | 1 – 0          | Viking       |
| Bodø/Glimt   | 0 - 2          | Mjøndalen    |
| Lillestrøm   | 0 - 3          | Sarpsborg    |
| Steinkjer    | 0 - 0 (d.t.s.) | Rosenborg    |
| Bryne        | 0 - 0 (d.t.s.) | Molde        |
| Brann        | 1 – 0          | Clausenengen |

#### Ripetizione
| Squadra 1 | Risultato | Squadra 2 |
| --------- | --------- | --------- |
| Rosenborg | 2 – 1     | Steinkjer |
| Molde     | 1 - 2     | Bryne     |

### Quarti di finale
| Squadra 1 | Risultato | Squadra 2    |
| --------- | --------- | ------------ |
| Sarpsborg | 2 – 0     | Raufoss      |
| Rosenborg | 2 – 1     | Strømsgodset |
| Mjøndalen | 1 – 0     | Stord        |
| Brann     | 2 – 1     | Bryne        |

### Semifinali
| Squadra 1 | Risultato | Squadra 2 |
| --------- | --------- | --------- |
| Sarpsborg | 0 - 2     | Brann     |
| Rosenborg | 2 – 0     | Mjøndalen |

### Finale
| Arbitro: | Wahlen |

|            |           |  |
| Osland 13’ | Marcatori |  |

#### Formazioni
| Brann (4-3-3)   |  |                  |          |
|                 |  |                  |          |
| POR             |  | Oddvar Træen     |          |
| DIF             |  | Helge Karlsen    |          |
| DIF             |  | Rune Pedersen    |          |
| DIF             |  | Ole Kobbeltvedt  |          |
| DIF             |  | Erling Mikkelsen | Uscita   |
| CEN             |  | Tore Nordtvedt   |          |
| CEN             |  | Arnfinn Espeseth |          |
| CEN             |  | Frode Larsen     | Uscita   |
| ATT             |  | Kjell Øyasæter   |          |
| ATT             |  | Roald Jensen     |          |
| ATT             |  | Jan Erik Osland  |          |
| A disposizione: |  |                  |          |
| DIF             |  | Atle Bilsback    | Ingresso |
| CEN             |  | Torgeir Hauge    | Ingresso |
| CEN             |  | Bjørn Dahl       |          |
| ???             |  | Øystein Skudal   |          |
| Allenatore:     |  |                  |          |
| Ray Freeman     |  |                  |          |

| Rosenborg (4-3-3) |  |                     |          |
|                   |  |                     |          |
| POR               |  | Øivind Brynthe Torp |          |
| DIF               |  | Erling Meirik       |          |
| DIF               |  | Kåre Rønnes         |          |
| DIF               |  | Bjørn Rime          |          |
| DIF               |  | Øystein Wormdal     |          |
| CEN               |  | Jan Christiansen    |          |
| CEN               |  | Anders Farstad      |          |
| CEN               |  | Tore Lindseth       |          |
| ATT               |  | Harald Sunde        | Uscita   |
| ATT               |  | Bjørn Wirkola       |          |
| ATT               |  | Arne Hanssen        |          |
| A disposizione:   |  |                     |          |
| CEN               |  | Erling Næss         | Ingresso |
| Allenatore:       |  |                     |          |
| Nils Arne Eggen   |  |                     |          |